# Abadía de Lacock

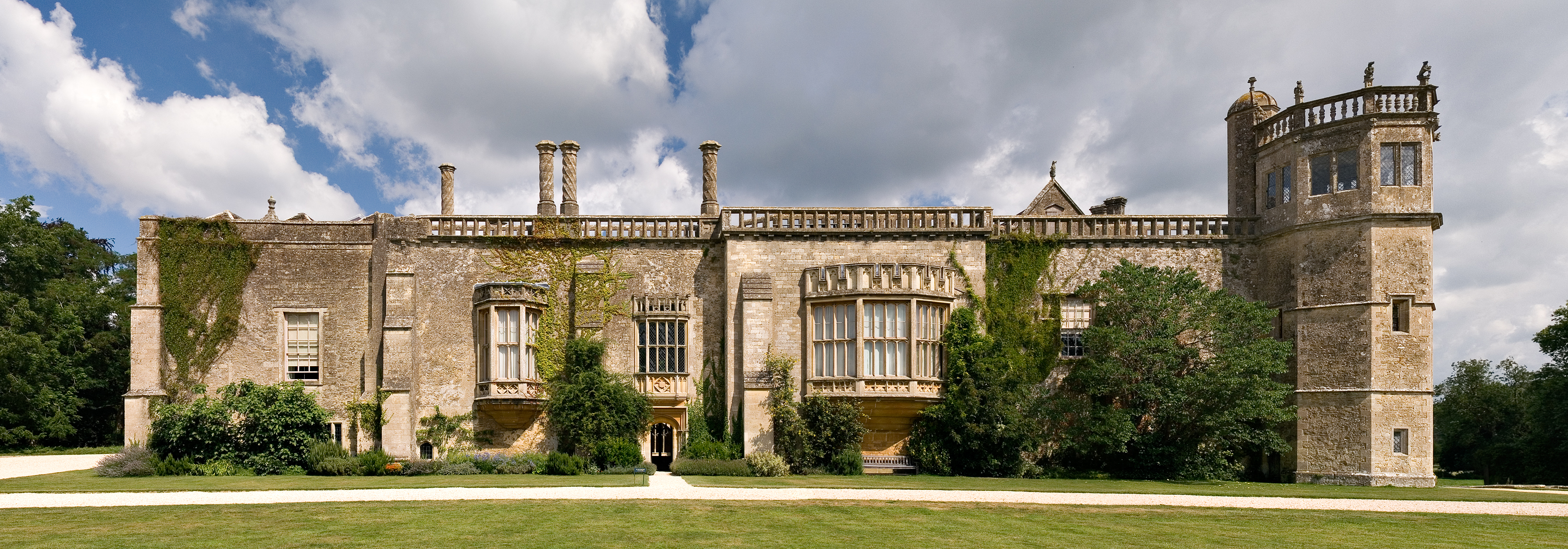
Fachada sur.

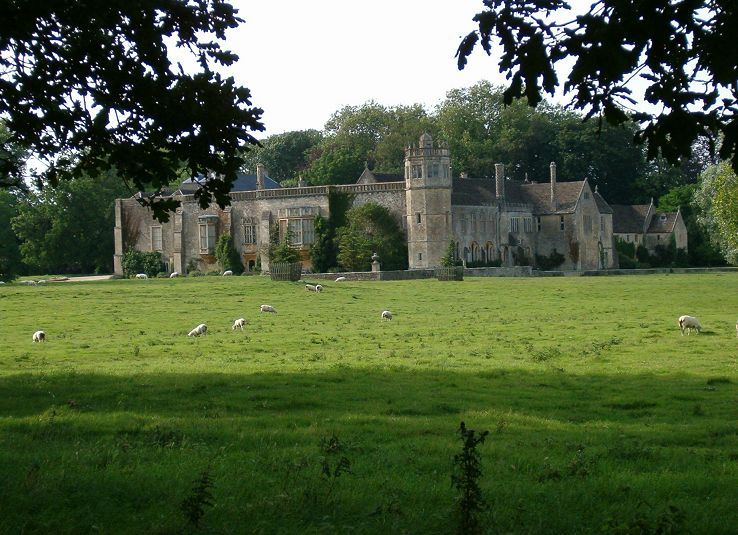
Vista desde el sudeste.

La abadía de Lacock, situada en Lacock, Wiltshire (Inglaterra) fue fundada en 1229 (durante el reinado de Enrique III) por Ela , condesa de Salisbury y  habitada por monjas. En 1539 debido a la disolución de los monasterios se vendió a William Sharington, el cual la reconstruyó para ser habitada como casa particular y permaneció en esa familia hasta 1944, año en el que Matilda Talbot la donó al National Trust.

## Datos de interés
Posee un jardín botánico recientemente restaurado. También podemos encontrar en ella un museo dedicado al padre de la fotografía moderna William Fox Talbot, el cual realizó sobre una ventana de la biblioteca de la abadía la que se considera la primera fotografía hecha usando el proceso de negativo/positivo.
Se ha utilizado además como escenario de películas como Harry Potter y la piedra filosofal, Animales fantásticos: Los crímenes de Grindelwald, Orgullo y prejuicio, Emma, Moll Flanders y The Other Boleyn Girl.